# 泥河水库 (武汉市)
泥河水库是中国湖北省武汉市黄陂区境内的一座水库，位于滠水支流泊沫港上，建于1958年。水库正常库容为1741万立方米，集雨面积为21平方千米，海拔为51.92米。